# Fonction logistique (Verhulst)
Pour les articles homonymes, voir Fonction logistique.

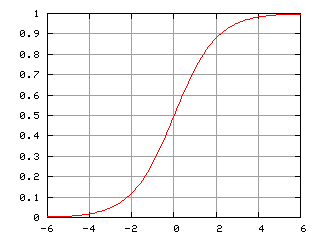
Fonction logistique, cas particulier : sigmoïde.

En mathématiques, les fonctions logistiques sont les fonctions ayant pour expression :
{\displaystyle f(t)={\frac {K}{1+a\mathrm {e} ^{-rt}}}} où {\displaystyle K} et {\displaystyle r} sont des réels positifs et {\displaystyle a} un réel quelconque.
Ce sont les solutions en temps continu du modèle de Verhulst.
Pour {\displaystyle a>0}, leur courbe représentative a la forme d'un S ce qui fait qu'elles sont parfois appelées sigmoïdes. Ces fonctions ont été mises en évidence (vers 1840) par Pierre-François Verhulst, qui cherchait un modèle d'évolution non exponentielle de population comportant un frein et une capacité d'accueil {\displaystyle K}. Mais elles servent aussi à modéliser des réactions autocatalytiques, leur courbe portant alors le nom de courbe autocatalytique. Le nom de courbe logistique leur a été donné par Verhulst sans que l'on sache exactement pourquoi. Il écrit en 1845 dans son ouvrage consacré à ce phénomène : « Nous donnerons le terme de logistique à cette courbe ». L'auteur n'explique pas son choix mais « logistique » a même racine que logarithme et logistikos signifie « calcul » en grec.

## Fragments d'histoire

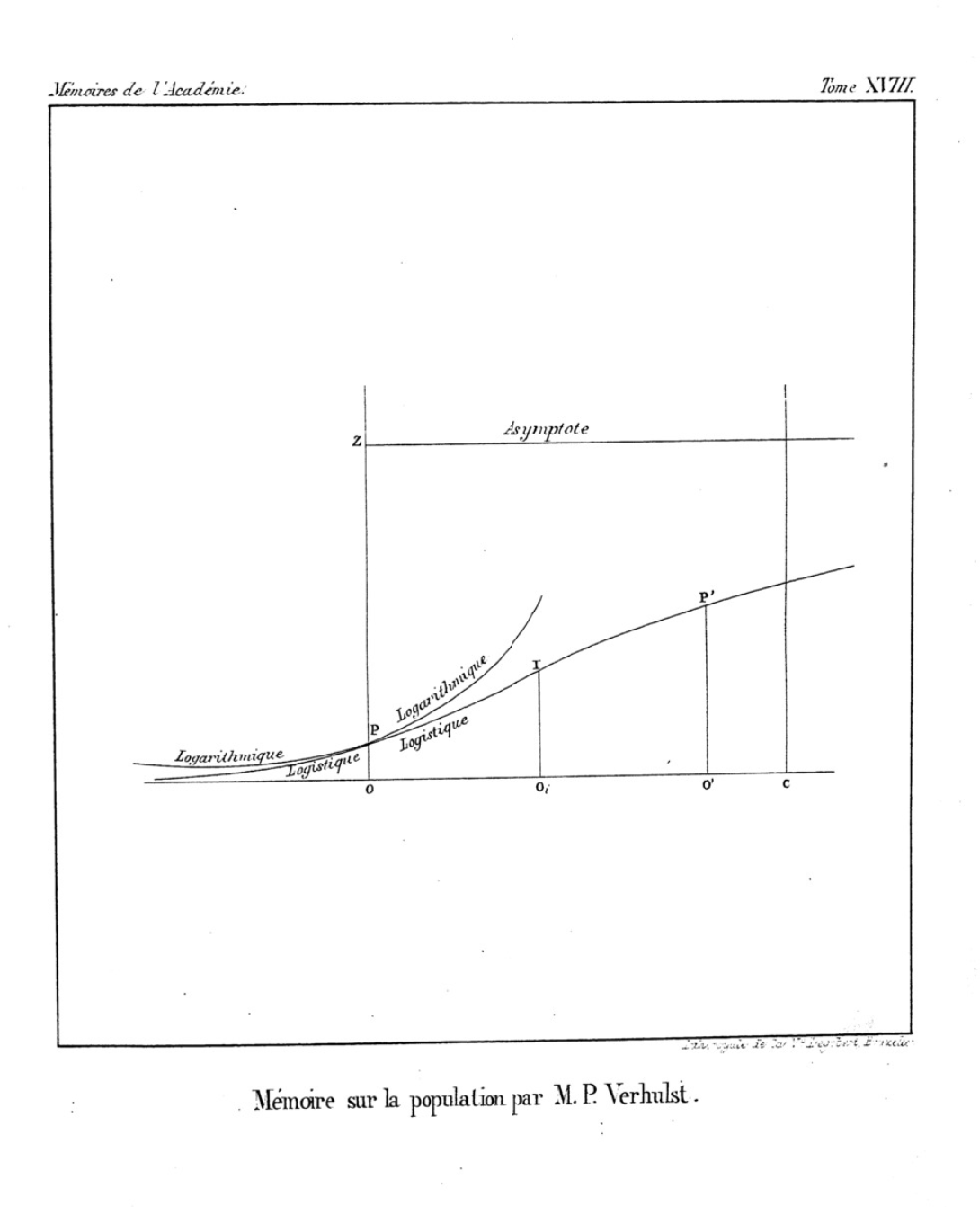
Courbe de Verhulst. Illustration issue du mémoire de l'Académie sur la population de M. P. Verhulst.

Les fonctions logistiques sont initialement créées par Pierre François Verhulst. Chargé par son professeur Adolphe Quetelet d'étudier un modèle d'évolution de population qui ne soit pas exponentiel, il propose en trois publications (1838, 1845 et 1847) un nouveau modèle tenant compte d'un frein dans le développement de la population et prouve que ce modèle est cohérent avec l'évolution de la population en Belgique et en France jusqu'en 1833. C'est dans la publication de 1845 qu'il nomme cette courbe « logistique » sans donner l'explication de ce terme. Utilisant les données fournies sur la population de la Belgique en 1815, 1830 et 1845, il détermine les trois paramètres de la fonction logistique qui correspondrait à cette évolution de la population et estime, à immigration nulle, la population seuil en Belgique à 6,6 millions d'habitants (population en 2006 : 10,5 millions).
La courbe logistique, utilisée dans l'étude des populations est redécouverte en 1920 par les statisticiens et biologistes Raymond Pearl et Lowell Jacob Reed qui ne créditent Verhulst de la paternité de la découverte qu'en 1922. Le terme exact de « logistique », tombé dans l'oubli ne réapparait qu'en 1924 dans une correspondance entre George Yule et Reed. C'est à cette époque que l'usage du nom devient courant.
On trouve trace de l'utilisation de la courbe logistique en chimie dans un inventaire (1929) de Reed et Joseph Berkson sur les utilisations possibles de la courbe logistique. C'est Berkson qui défendra l'idée d'ajuster certaines courbes par une fonction logistique (modèle logit) plutôt que par la fonction de répartition de la loi de Gauss (modèle probit).

## Résolution de l'équation différentielle de Verhulst

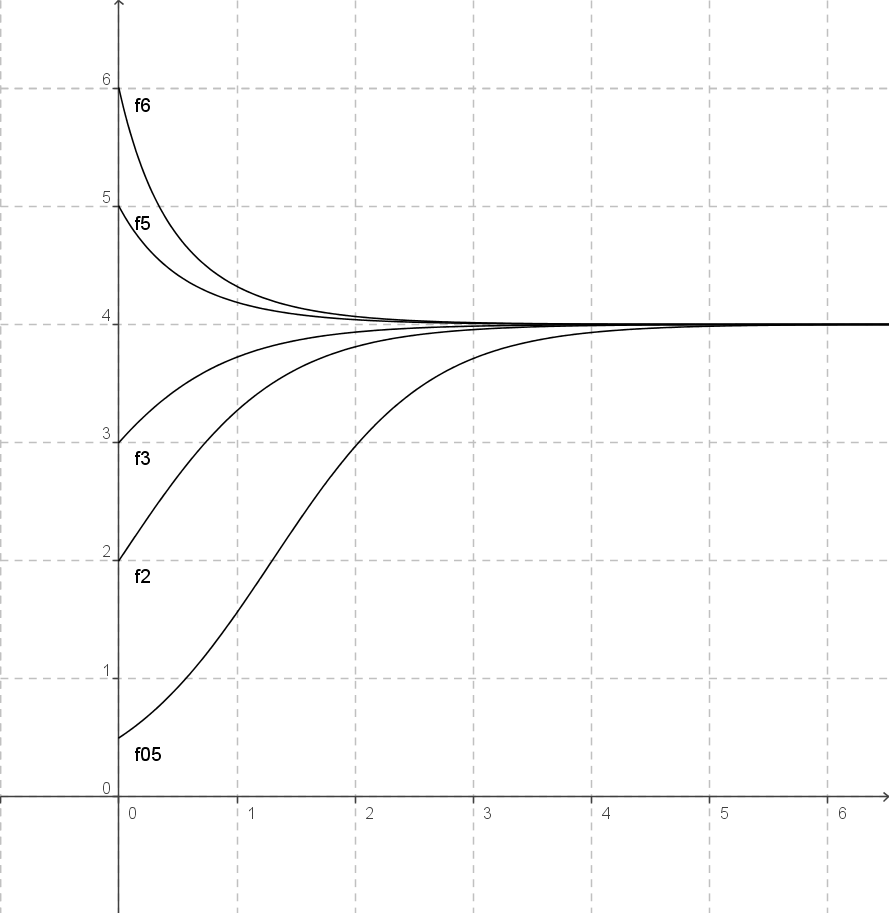
Solutions de l'équation différentielle pour les conditions initiales
, puis 1, puis 2, puis 3, puis 5, puis 6.

Dans son modèle, Verhulst cherche les fonctions positives f définies sur {\displaystyle \left[0,+\infty \right[} vérifiant les deux conditions :
- {\displaystyle y(0)=y_{0}} ;
- {\displaystyle y'=ry\left(1-{\frac {y}{K}}\right)\quad (1)} avec r > 0 et K > 0.

Le changement de variable {\displaystyle z={\frac {1}{y}}} dans (1), valable pour y > 0, conduit à l'équation différentielle
{\displaystyle z'=-r\left(z-{\frac {1}{K}}\right)}
dont les solutions sont les fonctions g définies par 
{\displaystyle g(t)=\lambda \mathrm {e} ^{-rt}+{\dfrac {1}{K}}}.
La fonction f doit donc vérifier 
{\displaystyle f(t)={\frac {1}{g(t)}}={\frac {K}{1+\lambda K\mathrm {e} ^{-rt}}}}.
La condition initiale {\displaystyle y(0)=y_{0}} conduit à l'unique solution
{\displaystyle f(t)={\frac {K}{1+\left({\frac {K}{y_{0}}}-1\right)\mathrm {e} ^{-rt}}}}.
Il est aisé de vérifier que cette fonction est bien définie et positive sur {\displaystyle [0+\infty [}. En effet,
{\displaystyle 1+\left({\frac {K}{y_{0}}}-1\right)\mathrm {e} ^{-rt}=\mathrm {e} ^{-rt}\left(\mathrm {e} ^{rt}+{\frac {K}{y_{0}}}-1\right)}.
Or pour r > 0 et t ≥ 0, {\displaystyle \mathrm {e} ^{rt}\geq 1} donc {\displaystyle \mathrm {e} ^{rt}+{\frac {K}{y_{0}}}-1\geq {\frac {K}{y_{0}}}>0}.

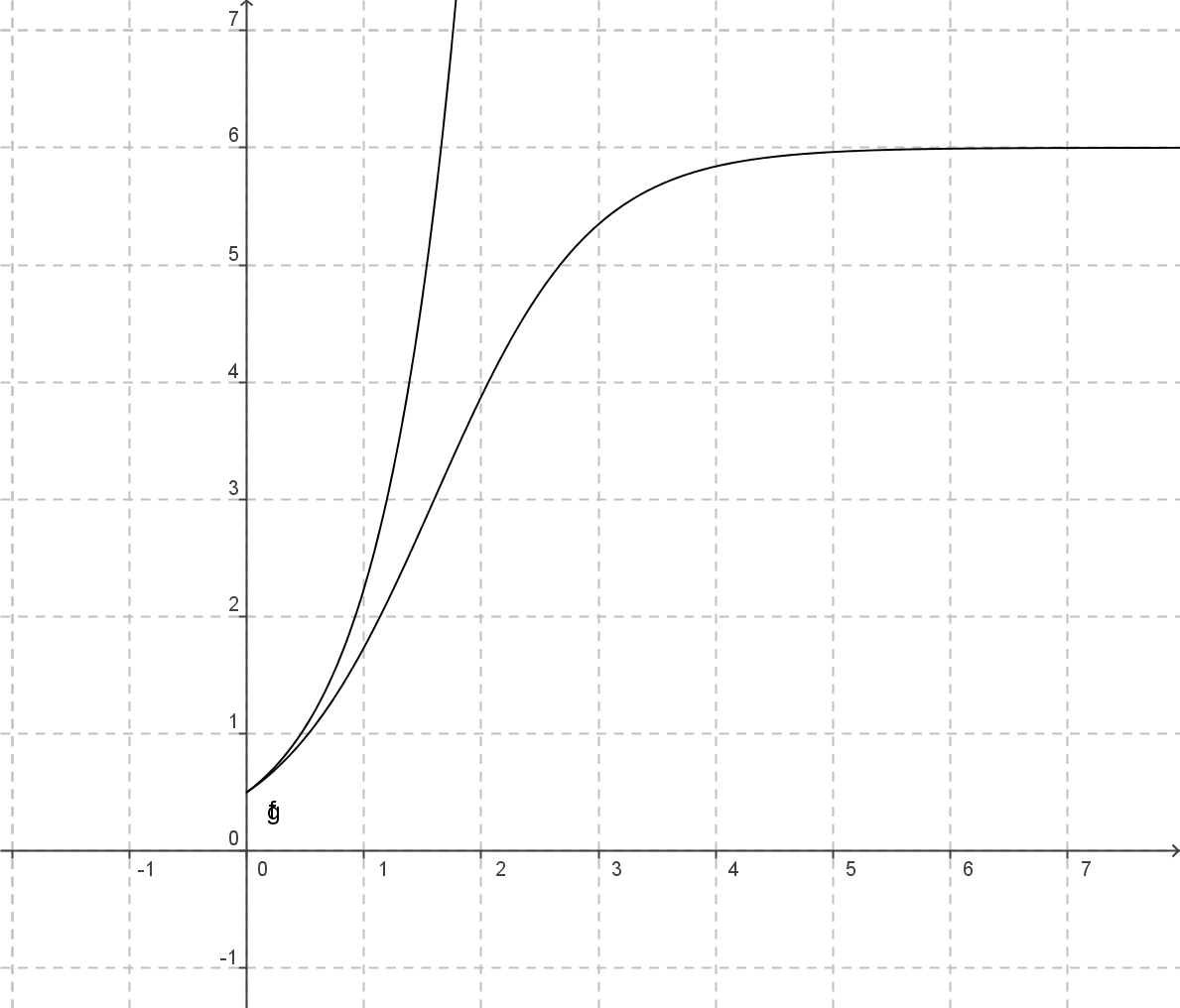
Comparaion entre le modèle de Malthus et le modèle de Verhulst :.

Il est aussi aisé de vérifier qu'elle remplit bien les deux conditions énoncées.
Selon les valeurs de {\displaystyle y_{0}}, la fonction est soit constante (pour {\displaystyle y_{0}=K}), soit croissante (pour {\displaystyle y_{0}<K}), soit décroissante (pour {\displaystyle y_{0}>K}).
Pour {\displaystyle y_{0}\ll K}, la courbe logistique est quasi-tangente en 0 à la courbe exponentielle solution du modèle de Malthus : {\displaystyle y'=ry}. Les deux modèles sont donc équivalents pour des petites valeurs de t mais les courbes divergent pour les grandes valeurs de t.

## Propriétés des courbes logistiques

### Pour a > 0
La courbe logistique 

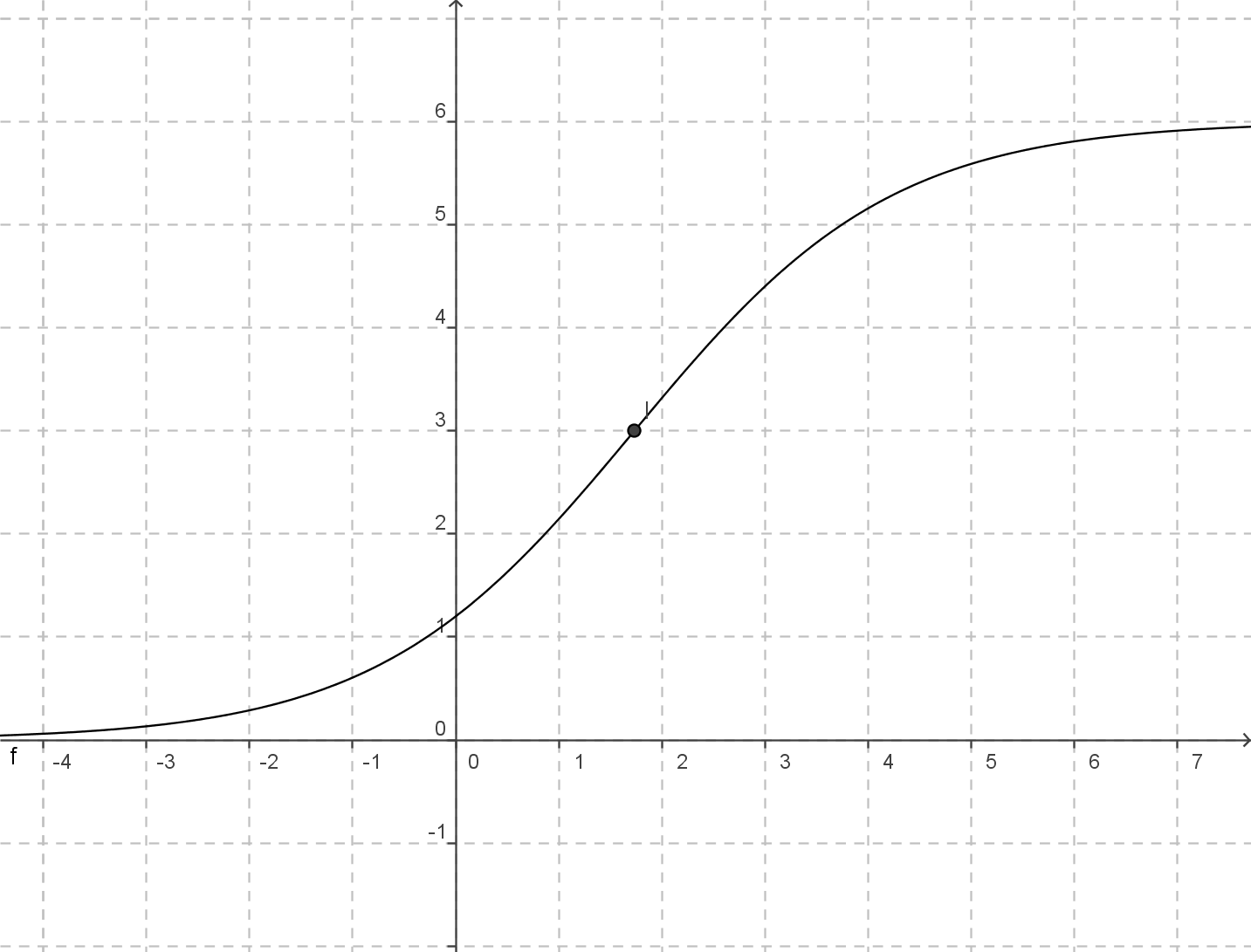
Courbe d'équation et son centre de symétrie.

{\displaystyle y={\frac {K}{1+a\mathrm {e} ^{-rx}}}}  est l'image par une transformation affine de la sigmoïde.
En effet, en posant
- {\displaystyle Y={\frac {y}{K}}}
- {\displaystyle X=r\left(x-{\frac {\ln(a)}{r}}\right)},

l'équation devient
{\displaystyle Y={\frac {1}{1+\mathrm {e} ^{-X}}}}.
Cette courbe ayant pour asymptotes les droites d'équation Y = 0 et Y = 1 et pour centre de symétrie le point d'inflexion I(0, 1/2), la courbe logistique a pour asymptote les droites d'équation y = 0 et y = K et pour centre de symétrie le point d'inflexion {\displaystyle J\left({\frac {\ln a}{r}},K/2\right)}.

### Pour a < 0
La courbe logistique 

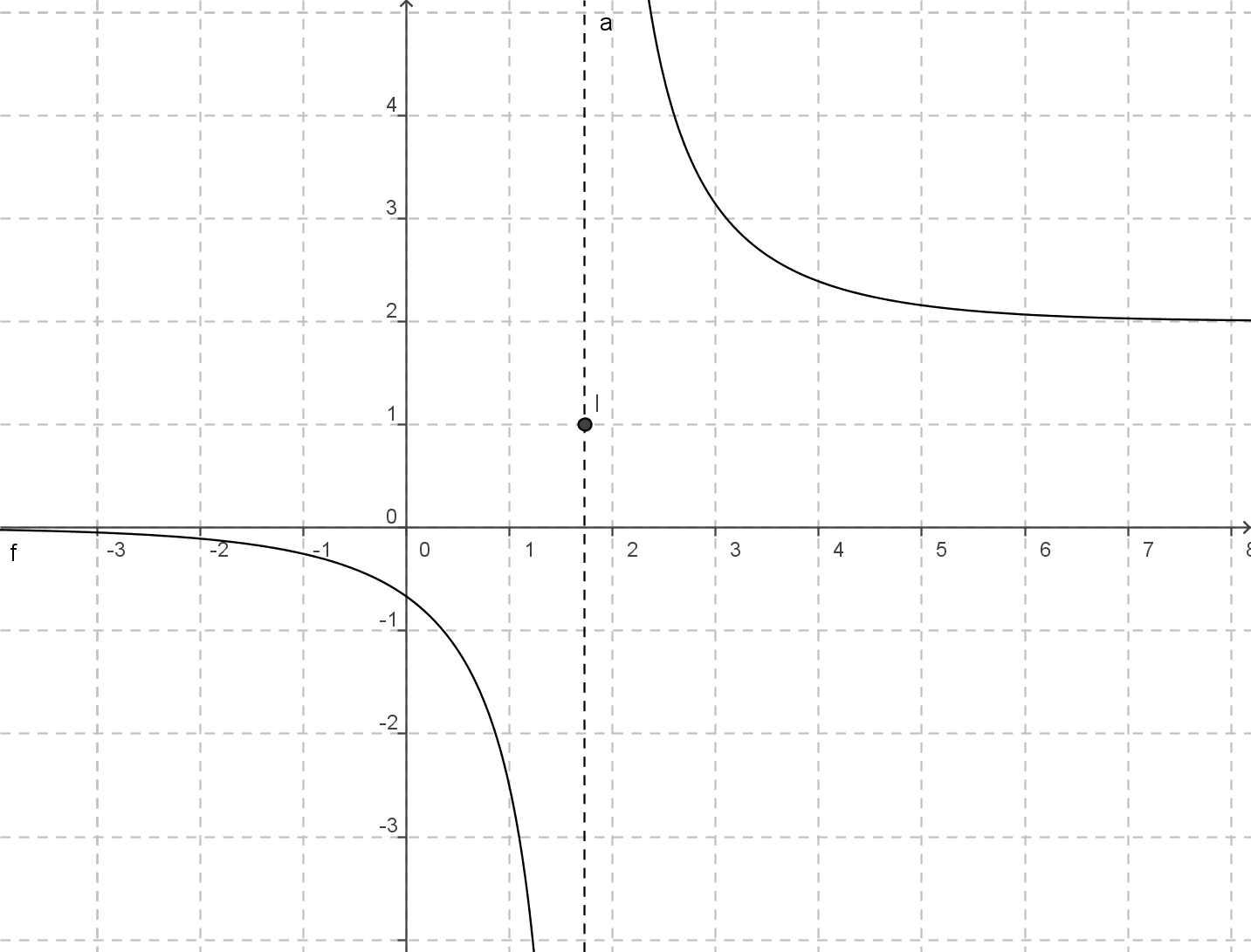
Courbe d'équation et son centre de symétrie.

{\displaystyle y=K{\frac {1}{1+a\mathrm {e} ^{-rx}}}} est l'image par une transformation affine de la courbe d'équation
{\displaystyle Y={\frac {1}{1-\mathrm {e} ^{-X}}}\quad (2)}.
En effet, il suffit de poser :
- {\displaystyle Y={\frac {y}{K}}} ;
- {\displaystyle X=r\left(x-{\frac {\ln |a|}{r}}\right)}.

La courbe (2) ayant pour asymptotes les droites d'équation Y = 0, Y = 1 et X = 0 et pour centre de symétrie le point I(0, 1/2), la courbe logistique a pour asymptotes les droites d'équation y = 0, y = K et {\displaystyle x={\frac {\ln |a|}{r}}} et pour centre de symétrie le point {\displaystyle J\left({\frac {\ln |a|}{r}},K/2\right)}.

## Ajustement logistique
De nombreuses situations (réaction chimiques, études de population) conduisant à des représentations en forme de S, il est intéressant de chercher les paramètres a > 0 et r > 0 permettant d'ajuster le phénomène par une fonction f de la forme 
{\displaystyle f(t)=K{\frac {1}{1+a\mathrm {e} ^{-rt}}}}
(le paramètre K se détermine par l'étude de l'asymptote).
L'application de la fonction réciproque logit
{\displaystyle \operatorname {logit} (y)=\ln {\frac {y}{1-y}}}
à l'expression {\displaystyle {\frac {f(t)}{K}}={\frac {1}{1+a\mathrm {e} ^{-rt}}}} permet de procéder à un ajustement affine
{\displaystyle \operatorname {logit} \left({\frac {1}{1+a\mathrm {e} ^{-rt}}}\right)=\ln \left({\frac {1}{1+a\mathrm {e} ^{-rt}}}{\frac {1}{1-{\frac {1}{1+a\mathrm {e} ^{-rt}}}}}\right)=\ln {\frac {1}{a\mathrm {e} ^{-rt}}}=rt-\ln a}.
L'ajustement affine de logit(y) permet alors de déterminer r et ln(a) et d'en déduire a.

## Autres fonctions logistiques
On peut chercher à élargir le champ des fonctions logistiques à des fonctions dont les asymptotes horizontales sont quelconques. On prend alors pour fonction logistique des fonctions à quatre paramètres a, m, n et {\displaystyle \tau }, dont l'expression est 
{\displaystyle f(t)=a{\frac {1+m\mathrm {e} ^{-t/\tau }}{1+n\mathrm {e} ^{-t/\tau }}}}.
La transformation de la fonction sous la forme 
{\displaystyle f(t)=am/n+a{\frac {1-m/n}{1+n\mathrm {e} ^{-t/\tau }}}}
prouve que la courbe obtenue est seulement l'image par une translation d'une courbe logistique du type précédent. Ses asymptotes ont pour équation {\displaystyle y={\frac {am}{n}}} et {\displaystyle y=a}. Son centre de symétrie a pour coordonnées {\displaystyle \left({\frac {\ln a}{r}},{\frac {a(1+m/n)}{2}}\right)}.
Pour obtenir une courbe en S déformée non symétrique, on fait parfois appel à des fonctions logistiques à 5 paramètres dans laquelle peuvent varier les deux asymptotes horizontales, le point d'inflexion et les incurvations avant et après le point d'inflexion.

## Utilisation en économie: diffusion des innovations
La fonction logistique peut être utilisée pour illustrer l'état d'avancement de la diffusion d'une innovation durant son cycle de vie. Historiquement, lorsque de nouveaux produits sont introduits, une intense phase de recherche et de développement permet une amélioration spectaculaire de la qualité et une réduction des coûts.  Cela conduit à une période de croissance rapide de l'industrie. Certains des plus célèbres exemples d'un tel développement sont : les chemins de fer, les ampoules à incandescence, l'électrification, la Ford modèle T, le transport aérien et les ordinateurs.
Par la suite, cette amélioration spectaculaire et les possibilités de réduction des coûts s'épuisent, le produit ou le procédé est largement utilisé avec de rares nouveaux clients potentiels, et les marchés deviennent saturés.
L'analyse logistique a été utilisée dans les publications de plusieurs chercheurs de l'Institut international pour l'analyse des systèmes appliqués (IIASA). Ces documents traitent de la diffusion de diverses innovations, des infrastructures et des substitutions de sources d'énergie et du rôle du travail dans l'économie ainsi que du cycle de longue durée. Les cycles économiques de longue durée ont été étudiés par Robert Ayres (1989). Cesare Marchetti un savant atomiste de l'EURATOM,  chercheur au IIASA est l'un des premiers a utiliser des équations logistiques pour modéliser et surtout anticiper l'évolution des mix énergétiques,,. Un livre d'Arnulf Grübler (1990) donne un compte rendu détaillé de la diffusion des infrastructures, y compris canaux, chemins de fer, autoroutes et compagnies aériennes, montrant que leur diffusion a suivi des courbes en forme logistique.
Carlota Pérez a utilisé une courbe logistique pour illustrer le cycle économique de longue durée avec les étiquettes suivantes : irruption pour le début d'une ère technologique, frénesie pour la phase ascendante, synergie pour le développement rapide et maturité pour l'achèvement.
Un autre modèle de diffusion utilisée en économie est le modèle de diffusion de Bass, dont les paramètres peuvent être interprétés en termes d'innovateurs et de suiveurs.